# 弗拉维奥·布里亚托利
弗拉维奥·布里亚托利（義大利語：Flavio Briatore，1950年4月12日—），意大利商人，英国女王公园巡游者足球俱乐部拥有者之一，曾担任F1贝纳通车队和雷诺车队主席，2005年和2006年两度率雷诺车队拿下车手和厂商世界冠军，2009年因操纵车手故意撞车被F1处以无限期开除的惩罚。该惩戒于2013年被取消。2024年6月，雷诺宣布再次聘请布里亚托利担任旗下一级方程式车队阿尔品车队的执行顾问。2025年5月，由于车队领队奥利弗·奥克斯宣布辞职，布里亚托利成为阿尔品车队的代理领队；这是他自2009年之后再次担任一级方程式车队领队。

## 个人生活
布里亞托利是超級黑人模特坎貝爾曾經的未婚夫，他還熱烈追求過詹妮弗·洛佩茲，之後又與模特兼演員凱特·麥克以及JimmyChoo鞋業公司的女老闆塔瑪拉·梅倫關係曖昧。此後，布里亞托利和德國名模海蒂·克魯姆、黑人歌星希爾、奧斯卡影后妮可·基德曼等都有過交往。
布里亚托利是海蒂·克鲁姆的第一个孩子海蓮·蕾妮·克林的生父。

## 外部网站
- 官方网站 （页面存档备份，存于）
- F1名人录：弗拉维奥·布里亚托利 （页面存档备份，存于）